# Echeveria colorata
Echeveria colorata ist eine Pflanzenart aus der Gattung der Echeverien (Echeveria) in der Familie der Dickblattgewächse (Crassulaceae).

## Beschreibung
Echeveria colorata wächst mit selten verzweigten Trieben, die eine Länge von bis zu 8 Zentimeter erreichen. Die Blattrosetten werden 13 bis 20 Zentimeter im Durchmesser und bilden bis zu 40 Blätter aus. Die eiförmigen bis verkehrt eiförmigen Blätter werden 5 bis 9 Zentimeter lang, 3 bis 5 Zentimeter breit und bis 8 Millimeter dick. Sie sind bläulich-glauk gefärbt und an den Rändern und an der Spitze rot überlaufen.
Der bis zu 30 Zentimeter hohe Blütenstand bildet zwei- bis dreiästige und bis 5 Zentimeter lange Wickel aus, die 4 bis 6 Einzelblüten tragen. Der Blütenstiel wird 5 bis 13 Millimeter lang. Die Kelchblätter werden 1 bis 4 Millimeter lang. Die urnenförmige Blütenkrone wird 10 bis 14 Millimeter lang und erreicht 6 bis 8 Millimeter im Durchmesser. Die zugespitzten bis stumpfen Kronblätter sind nahe der Basis rötlich oder orange und oben gelb bis hellorange gefärbt.
Die Chromosomenzahl beträgt für beide Formen 2n = 54.

## Verbreitung und Systematik
Echeveria colorata ist in Mexiko im Bundesstaat Jalisco verbreitet.
Die Erstbeschreibung erfolgte 1972 durch Edward Eric Walther.
Es werden zwei Formen unterschieden:
- Echeveria colorata f. brandtii (Kimnach) Kimnach, die Blätter sind linealisch-eiförmig geformt und werden 14 bis 16 Zentimeter lang, (Syn.: Echeveria colorata var. brandtii Kimnach)
- Echeveria colorata f. colorata  (Syn.: Echeveria lindsayana E.Walther)

## Nachweise